# 馬克·阿倫森
馬克·阿倫森（英語：Marc Aaronson，1950年8月24日—1987年4月30日），美國天文學家。

## 經歷
阿倫森生於加州洛杉磯。1972年於加州理工學院獲得學士學位，1977年在哈佛大學以星系近紅外線孔徑測光的論文獲得博士學位。獲得博士學位後進入亞利桑那大學斯图尔德天文台擔任博士後研究員，1983年成為天文系副教授。

## 研究
阿倫森的研究主要在三個方面：使用塔利-费舍尔关系測定哈伯常數、對碳星的研究、矮橢球星系內恆星速度分布。
阿倫森是第一位試圖以紅外線影像拍攝暗物質的天文學家。他以紅外線拍攝的星系暈內的不明物質可能是暗物質。

## 死亡
阿倫森於1987年4月30日傍晚在基特峰國家天文台梅耶尔望远镜意外身亡。阿倫森要走到望遠鏡圓頂外的步道觀察當晚天氣時，因為自圓頂向下的樓梯使圓頂突然關閉，並且圓頂的轉動馬達關閉；但是圓頂會持續運動一段時間以方便向外開啟，阿倫森因此被夾住身亡。意外之後相關設計缺陷被修正，樓梯長度被縮短，並且往圓頂外小徑也被改為與圓頂外牆平行。

## 榮譽與獎項
- 1981年美國天文學會喬治·范·比斯布羅克獎（和杰里米·莫尔德共同獲得）。
- 1983年哈佛大學的巴特·包克獎。
- 1984年美國天文學會牛顿·莱西·皮尔斯天文学奖。
- 小行星3277[4]

## 馬克·阿倫森紀念講座
紀念阿倫森的馬克·阿倫森紀念講座是為了提升天文研究和對傑出天文研究的認可而成立，由亞利桑那大學和斯图尔德天文台每18個月舉辦一次。